# Cerkiew św. Michała Archanioła w Smerekowcu
Cerkiew św. Michała Archanioła w Smerekowcu − dawna cerkiew greckokatolicka pw. św. Michała Archanioła znajdująca się Smerekowcu z 1818.

## Historia
Świątynia w Smerekowcu została zbudowana w 1818 w tzw. stylu józefińskim. Była to cerkiew greckokatolicka pw. św. Michała Archanioła, która następnie została przejęta przez katolików. W 1889 oraz w 1930 kościół był przebudowywany. W 1974 został ustanowiony kościołem parafialnym w Smerekowcu i wydzielonym z parafii Gładyszów.

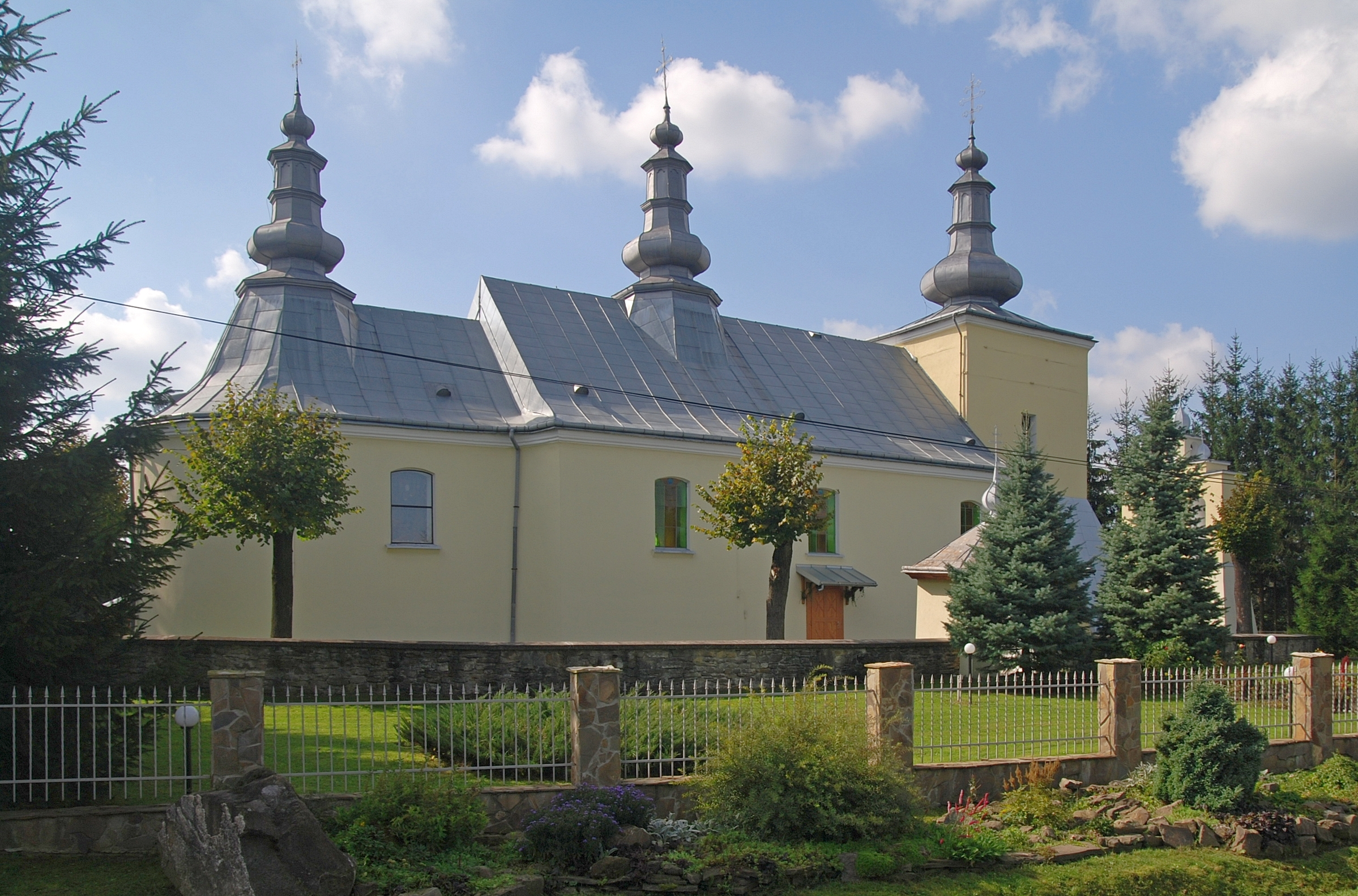
Elewacja północna
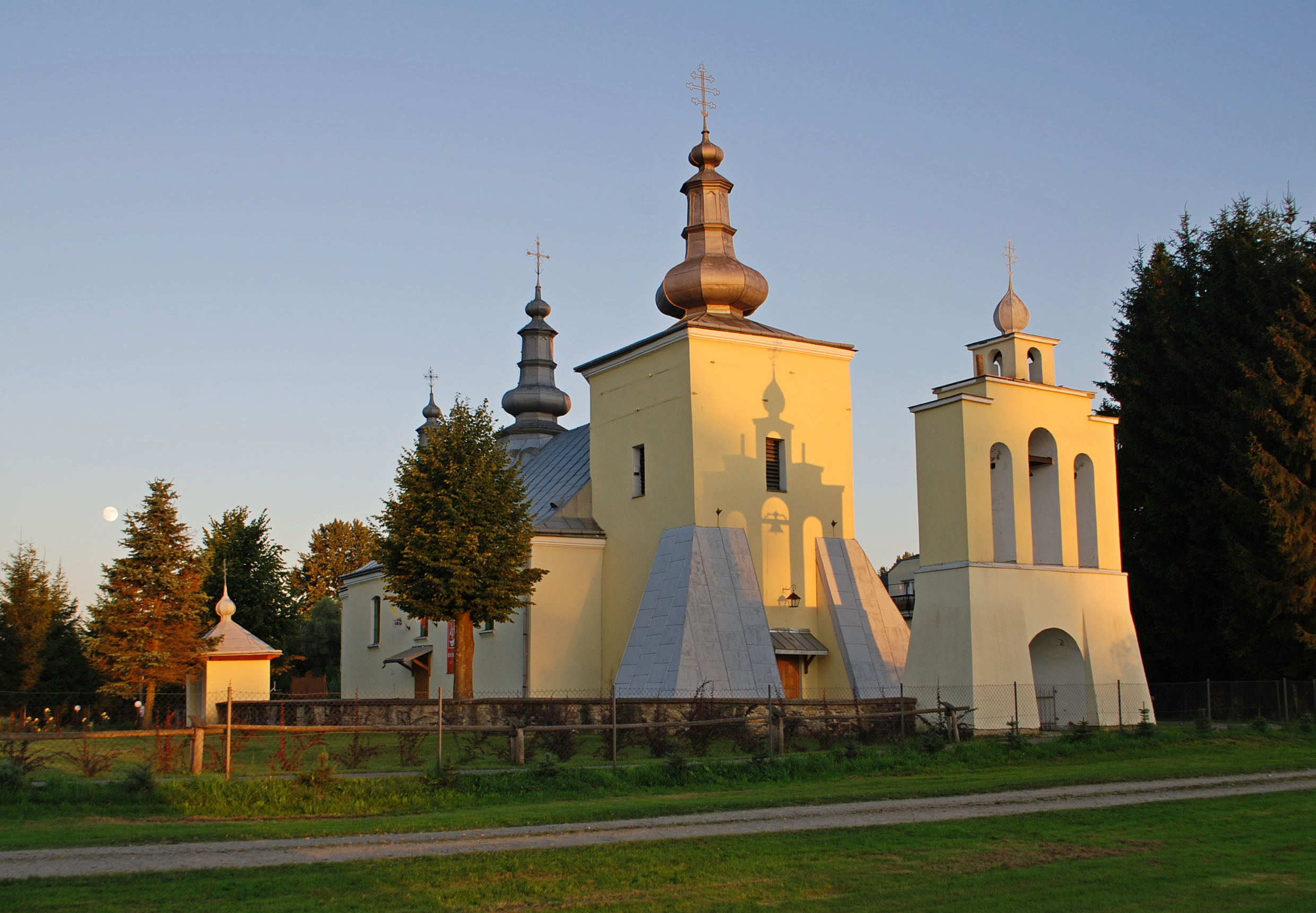
Elewacja południowa
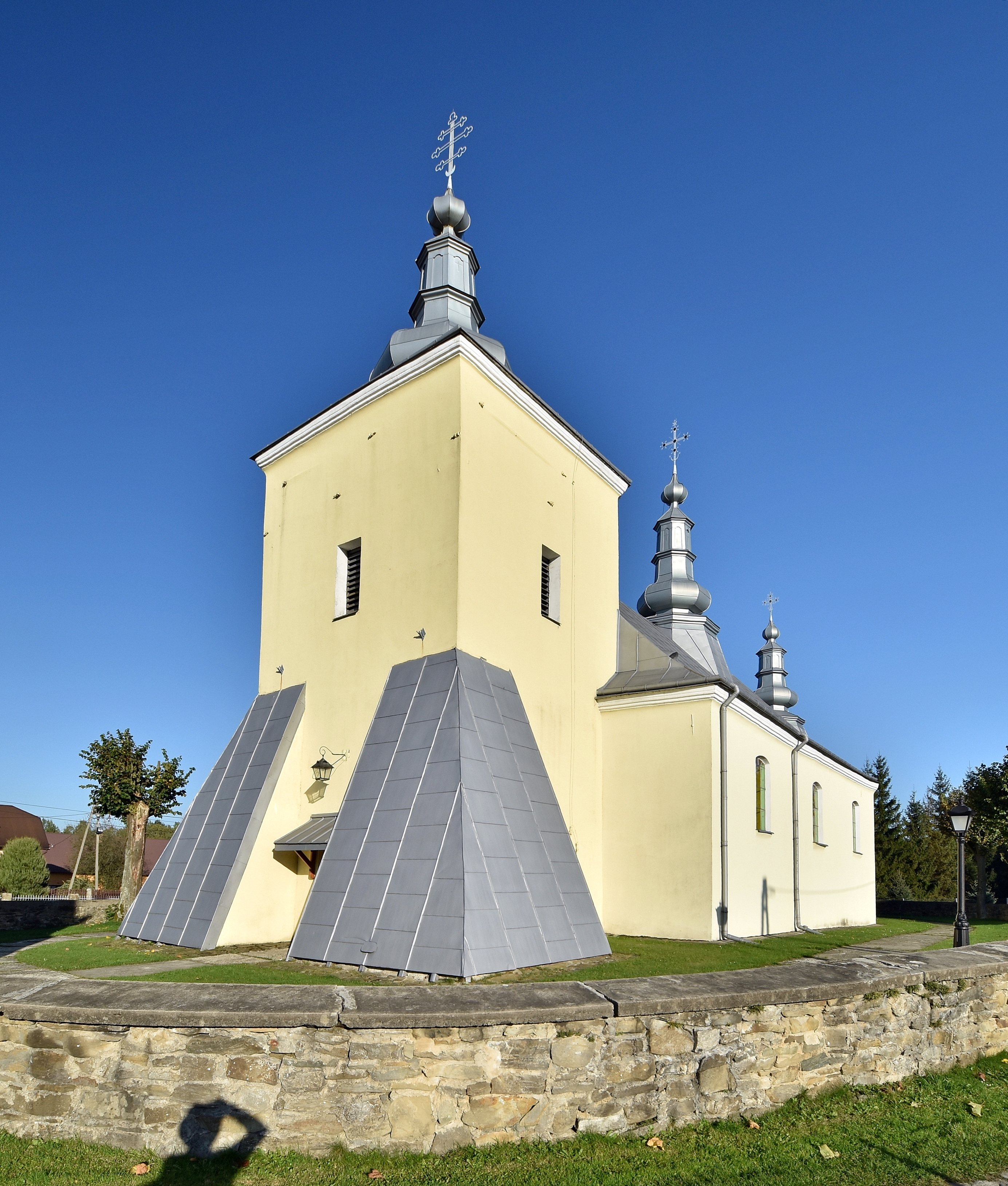
Elewacja frontowa

## Architektura i wyposażenie
Cerkiew jest budowlą murowaną z kamienia i otynkowaną. Dach pokryty jest blachą. 
Wnętrze pokrywa wspaniała polichromia figuralna i wykonany w 1889 roku ikonostas, czyli ozdobna, pokryta ikonami ściana, która znajduje się między miejscem ołtarzowym (prezbiterium) a nawą. Polichromia usytuowana jest na suficie i przedstawia Trójcę Świętą.
Ikonostas 4-rzędowy został wykonany przez Karola Różewicza z Sanoka, w pierwszym z rzędów znajdują się ikony:
- św. Mikołaja,
- Matki Boskiej z Dzieciątkiem,
- Chrystusa Nauczającego,
- patrona świątyni i parafii - św. Michała Archanioła.

Środek pierwszego rzędu zajmują carskie wrota z portretami apostołów św. Marka, św. Łukasza, św. Jana i św. Mateusza. Drugi rząd ikonostasu to tzw. "rząd świąteczny", który przedstawia święta roku liturgicznego, w środkowej części tego rzędu jest Ostatnia Wieczerza.
Trzeci rząd to tzw. grupa deisis, która przedstawia apostołów i świętych. Środkowa ikona 3 rzędu przedstawia Jezusa na tronie. 
Czwarty rząd to ikony z prorokami i ojcami Kościoła. Całość ikonostasu zwieńcza krzyż.

## Otoczenie
Naprzeciw wejścia głównego usytuowana jest dzwonnica z 3 arkadami, gdzie w każdej z nich znajduje się dzwon. Jest to dzwonnica typu parawanowego.